# Xã White Lake, Quận Aurora, Nam Dakota
Xã White Lake (tiếng Anh: White Lake Township) là một xã thuộc quận Aurora, tiểu bang Nam Dakota, Hoa Kỳ. Năm 2010, dân số của xã này là 87 người.